# Patenstadt

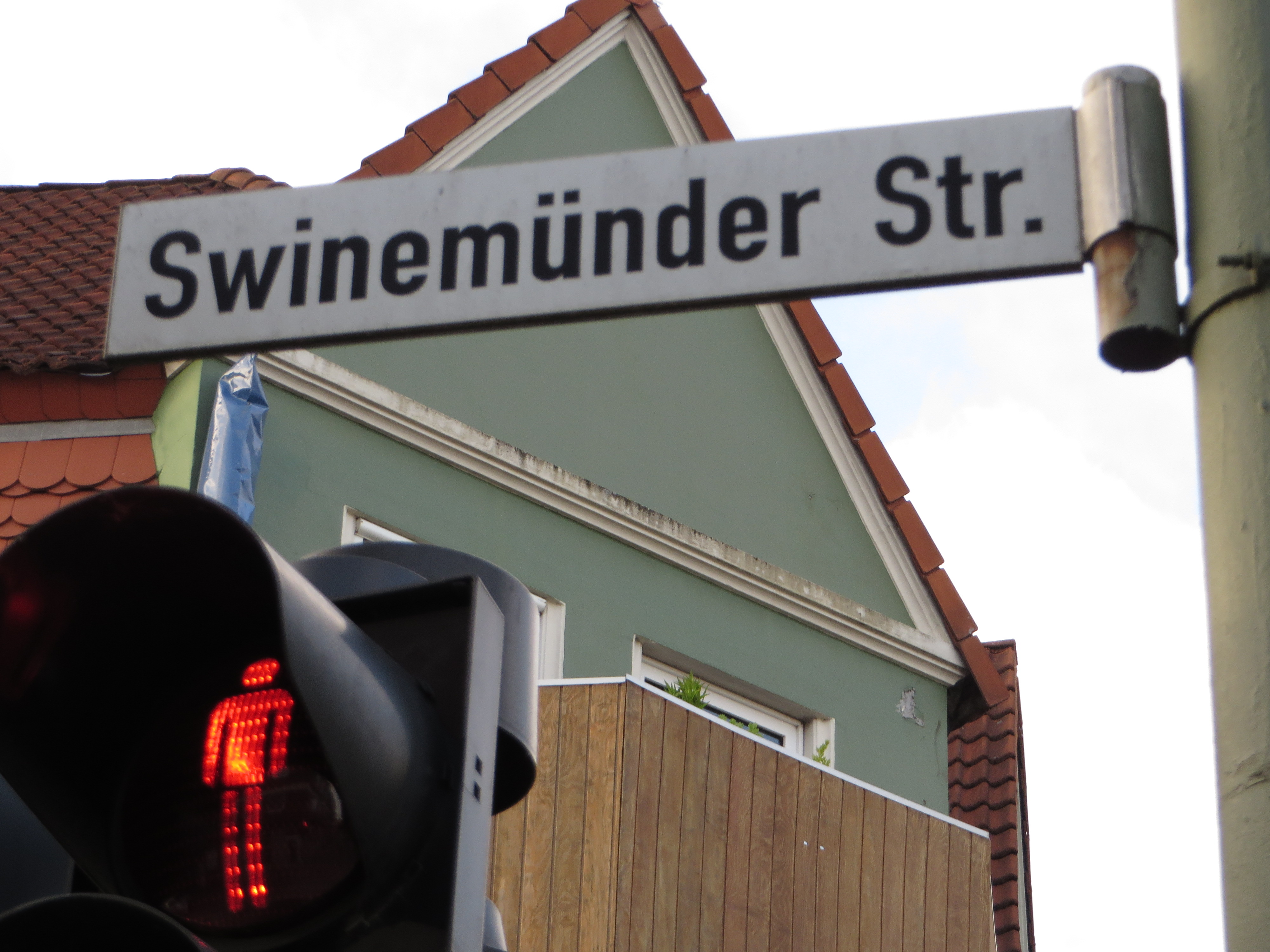
In der Patenstadt Flensburg wurde 1955 im Stadtteil Mürwik bei Klosterholz eine Straße nach der Stadt Swinemünde, zu der die Patenschaft besteht, benannt

Eine Patenstadt übernimmt die Patenschaft für Flüchtlinge, Vertriebene, eine Volksgruppe, eine andere Stadt oder auch von Produkten (wie Lebensmitteln, Lokomotiven, Schiffen usw.) sowie geografischen Landschaften, die der jeweiligen Patenstadt namentlich gewidmet werden.
Wesentlich für den Begriff der Patenschaft ist im Gegensatz zur Städtepartnerschaft die einseitig übernommene „Fürsorgeverpflichtung“ der Patenstadt. Vereinzelt finden sich auch Patenschaften anderer Körperschaften als Gemeinden, nämlich im Bereich der Kirche, so das Erzbistum München und Freising mit der katholischen Kirche in Ecuador. Das Bistum Eichstätt ist seit 1975 in Burundi/Afrika engagiert.
Zahlreiche Patenschaften entstanden nach dem Zweiten Weltkrieg oder nach Umweltkatastrophen. Patenschaften wurden nach dem Krieg zudem auch in umgekehrter Richtung eingegangen, so 1949 von Faribault (Minnesota) über Würzburg.
In der Nachkriegszeit in Deutschland wurden Patenschaften häufig durch westdeutsche Körperschaften für die Bewohner der damaligen Landkreise in den ehemaligen deutschen Ostgebieten, im Sudetenland oder in der DDR übernommen. Sogar Autobahnrastplätze erhielten auf Initiative von Hans-Christoph Seebohm entsprechende Namen. Verschiedene Gemeinden betonen hier ihre Patenschaft für die im neuen Wohnort lebenden Bewohner bzw. deren dortige Kultureinrichtungen; andere stellen die Patenschaft mit der Herkunftsregion bzw. -gemeinde heraus. Letztere Art der Patenschaft war, zumindest zum Zeitpunkt der Patenschaftserklärung während des Kalten Krieges, fast immer einseitig. 
Einzelne Patenschaftserklärungen wurden später wieder rückgängig gemacht, so 1989 die Patenschaft des Wetteraukreises in Hessen über den Heimatkreis Tepl-Petschau (im Sudetenland). Sie wurde 1990 vom dort gelegenen Bad Vilbel fortgeführt. Aus anderen Patenschaften entstanden nach Ende des Kalten Krieges Städtepartnerschaften.
In seltenen Fällen wurde bereits nach dem Ersten Weltkrieg von Patenschaft gesprochen.
(siehe Ostpreußenhilfe)
Bundesweit bestehen etwa 700 Patenschaften von Städten, Landkreisen, Gemeinden und Bundesländern mit Bundeswehreinheiten.
Wetzlar pflegt seit 1962 eine Patenschaft für das ostdeutsche Lied. 1975 übernahm Wetzlar außerdem eine Patenschaft für Dori in Burkina Faso.
Bei der Deutschen Bahn siehe Liste benannter IC/ICE-Fahrzeuge, bei der Lufthansa siehe hier.

## Beispiele
- Patenstadt Bad Bevensen mit der Patenschaft zu Demmin. Die Demminer Sammlung wurde aufgelöst, ist jedoch digital verfügbar.[12]
- Patenstadt Bamberg mit der Patenschaft zu Troppau
- Patenstadt Bartenstein mit der Patenschaft zu Bartenstein (Ostpreußen)
- Patenstadt Bochum mit der Patenschaft zu Neidenburg und dem Kreis Neidenburg
- Patenstadt Dortmund mit der Patenschaft zu Wałbrzych bzw. dem Waldenburger Bergland
- Patenstadt Flensburg mit der Patenschaft zu Swinemünde
- Patenkreis Hersfeld-Rotenburg mit dem Landkreis Mährisch Schönberg
- Patenstadt Lüdenscheid mit der Patenschaft zu Glatz und dem gleichnamigen Kreis
- Patenstadt Schwäbisch Gmünd mit der Patenschaft zu Brünn